# Daniel Funeriu
 (octobre 2024).
Si vous disposez d'ouvrages ou d'articles de référence ou si vous connaissez des sites web de qualité traitant du thème abordé ici, merci de compléter l'article en donnant les références utiles à sa vérifiabilité et en les liant à la section « Notes et références ».
Daniel Petru Funeriu, né le 11 avril 1971 à Arad, est un homme politique roumain, membre du Parti démocrate-libéral (PDL).

## Biographie
En 1988, âgé de dix-sept ans, il fuit la Roumanie communiste et se réfugie en France, à Strasbourg. Il y obtient une licence de chimie organique, en 1994, un master de chimie organique et supramoléculaire, à l'université Louis-Pasteur, un an plus tard. Il est alors recruté comme assistant, avant d'animer, entre 1998 et 1999, des conférences au Collège de France.
En 1999, il passe son doctorat avec succès, puis devient chercheur en Californie. Il y travaille trois ans, étant recruté au Japon en 2002. En 2007, il se présente aux élections européennes, sur la liste du PDL, mais ne remporte pas de siège.
Il est nommé, le 23 décembre 2009, ministre de l'Éducation, de la Recherche et des Sports dans le gouvernement d'Emil Boc. Le 9 février 2012, il est remplacé par Cătălin Baba.
Il se présente à l'élection présidentielle roumaine de 2025 en tant qu'indépendant. 